# Richard Attwood
Richard James David Attwood (* 4. April 1940 in Wolverhampton, Staffordshire) ist ein ehemaliger englischer Automobilrennfahrer.

## Karriere
Attwood gab sein Formel-1-Debüt beim Großen Preis von Monaco in der Saison 1965 für das Team Reg Parnell Racing auf einem Lotus-25-B.R.M. Er startete insgesamt achtmal für Reg Parnell und erreichte mit jeweils einem sechsten Platz beim Großen Preis von Italien und Großen Preis von Mexiko seine besten Saison-Platzierungen.
1966 fuhr Attwood für das Rennteam Midland-Racing-Partnership mit einem Lola T61 in der Formel 2. 1967 startete er einmal für Cooper in der Formel 1. Seine beste Formel-1-Platzierung erreichte Attwood im ersten von insgesamt sechs Rennen für B.R.M. in der Saison 1968 mit einem zweiten Platz beim Großen Preis von Monaco. Im gleichen Rennen fuhr er auch seine einzige schnellste Rennrunde.
Nach je einem Rennen für Lotus und einem für Williams in der Saison 1969 beendete Attwood seine Formel-1-Karriere mit insgesamt 11 WM-Punkten.
Richard Attwood gewann 1970 gemeinsam mit Hans Herrmann die 24 Stunden von Le Mans auf einem Porsche 917. Es war der erste Gesamtsieg für Porsche in Le Mans – ein historischer Triumph.
|  |  |  |

## Statistik

### Statistik in der Automobil-Weltmeisterschaft
Diese Statistik umfasst alle Teilnahmen des Fahrers an der Automobil-Weltmeisterschaft, die heutzutage als Formel-1-Weltmeisterschaft bezeichnet wird.

#### Gesamtübersicht
| Saison | Team                       | Chassis      | Motor                | Rennen | Siege | Zweiter | Dritter | Poles | schn. Rennrunden | Punkte | WM-Pos. |
| ------ | -------------------------- | ------------ | -------------------- | ------ | ----- | ------- | ------- | ----- | ---------------- | ------ | ------- |
| 1965   | Reg Parnell Racing         | Lotus 25     | BRM 1.5 V8           | 8      | −     | −       | −       | −     | −                | 2      | 16.     |
| 1967   | Cooper Car Company         | Cooper T81B  | Maserati 3.0 V12     | 1      | −     | −       | −       | −     | −                | −      | −       |
| 1968   | Owen Racing Organisation   | BRM P126     | BRM 3.0 V12          | 6      | −     | 1       | −       | −     | 1                | 6      | 13.     |
| 1969   | Gold Leaf Team Lotus       | Lotus 49B    | Ford-Cosworth 3.0 V8 | 1      | −     | −       | −       | −     | −                | 3      | 13.     |
| 1969   | Frank Williams Racing Cars | Brabham BT30 | Ford-Cosworth 1.6 L4 | 1      | −     | −       | −       | −     | −                | 3      | 13.     |
| Gesamt | Gesamt                     | Gesamt       | Gesamt               | 17     | −     | 1       | −       | −     | 1                | 11     |         |

#### Einzelergebnisse
| Saison | 1   | 2   | 3 | 4   | 5   | 6   | 7  | 8  | 9 | 10 | 11 | 12 |
| ------ | --- | --- | - | --- | --- | --- | -- | -- | - | -- | -- | -- |
| 1964   |     |     |   |     |     |     |    |    |   |    |    |    |
|        |     |     |   | DNS |     |     |    |    |   |    |    |    |
| 1965   |     |     |   |     |     |     |    |    |   |    |    |    |
|        | DNF | 14  |   | 13  | 12  | DNF | 6  | 10 | 6 |    |    |    |
| 1967   |     |     |   |     |     |     |    |    |   |    |    |    |
|        |     |     |   |     |     |     | 10 |    |   |    |    |    |
| 1968   |     |     |   |     |     |     |    |    |   |    |    |    |
|        | 2   | DNF | 7 | 7   | DNF | 14  |    |    |   |    |    |    |
| 1969   |     |     |   |     |     |     |    |    |   |    |    |    |
|        |     | 4   |   |     |     | 6*  |    |    |   |    |    |    |

* Attwood erhielt als F2 Starter keine Punkte für die Automobil-Weltmeisterschaft
| Legende  | Legende            | Legende                                                          |
| Farbe    | Abkürzung          | Bedeutung                                                        |
| -------- | ------------------ | ---------------------------------------------------------------- |
| Gold     | –                  | Sieg                                                             |
| Silber   | –                  | 2. Platz                                                         |
| Bronze   | –                  | 3. Platz                                                         |
| Grün     | –                  | Platzierung in den Punkten                                       |
| Blau     | –                  | Klassifiziert außerhalb der Punkteränge                          |
| Violett  | DNF                | Rennen nicht beendet (did not finish)                            |
| Violett  | NC                 | nicht klassifiziert (not classified)                             |
| Rot      | DNQ                | nicht qualifiziert (did not qualify)                             |
| Rot      | DNPQ               | in Vorqualifikation gescheitert (did not pre-qualify)            |
| Schwarz  | DSQ                | disqualifiziert (disqualified)                                   |
| Weiß     | DNS                | nicht am Start (did not start)                                   |
| Weiß     | WD                 | zurückgezogen (withdrawn)                                        |
| Hellblau | PO                 | nur am Training teilgenommen (practiced only)                    |
| Hellblau | TD                 | Freitags-Testfahrer (test driver)                                |
| ohne     | DNP                | nicht am Training teilgenommen (did not practice)                |
| ohne     | INJ                | verletzt oder krank (injured)                                    |
| ohne     | EX                 | ausgeschlossen (excluded)                                        |
| ohne     | DNA                | nicht erschienen (did not arrive)                                |
| ohne     | C                  | Rennen abgesagt (cancelled)                                      |
| ohne     | keine WM-Teilnahme |                                                                  |
| sonstige | P/fett             | Pole-Position                                                    |
| sonstige | 1/2/3/4/5/6/7/8    | Punktplatzierung im Sprint-/Qualifikationsrennen                 |
| sonstige | SR/kursiv          | Schnellste Rennrunde                                             |
| sonstige | *                  | nicht im Ziel, aufgrund der zurückgelegten Distanz aber gewertet |
| sonstige | ()                 | Streichresultate                                                 |
| sonstige | unterstrichen      | Führender in der Gesamtwertung                                   |

### Le-Mans-Ergebnisse
| Jahr | Team                        | Fahrzeug       | Teamkollege    | Teamkollege | Platzierung | Ausfallgrund    |
| ---- | --------------------------- | -------------- | -------------- | ----------- | ----------- | --------------- |
| 1963 | Lola Cars Ltd.              | Lola Mk6GT     | David Hobbs    |             | Ausfall     | Unfall          |
| 1964 | Ford Motor Company          | Ford GT40      | Jo Schlesser   |             | Ausfall     | Unfall          |
| 1966 | Maranello Concessionaires   | Ferrari 365P2  | David Piper    |             | Ausfall     | Wasserpumpe     |
| 1967 | Maranello Concessionaires   | Ferrari 412P   | Piers Courage  |             | Ausfall     | Ölpumpe         |
| 1968 | David Piper Racing          | Ferrari 250LM  | David Piper    |             | Rang 7      |                 |
| 1969 | Porsche System Engineering  | Porsche 917    | Vic Elford     |             | Ausfall     | Getriebeschaden |
| 1970 | Porsche KG Salzburg         | Porsche 917    | Hans Herrmann  |             | Gesamtsieg  |                 |
| 1971 | John Wyer Automotive        | Porsche 917    | Herbert Müller |             | Rang 2      |                 |
| 1984 | Viscount Downe Aston Martin | Nimrod NRA/C2B | John Sheldon   | Mike Salmon | Ausfall     | Unfall          |

### Sebring-Ergebnisse
| Jahr | Team                              | Fahrzeug        | Teamkollege  | Teamkollege      | Platzierung | Ausfallgrund    |
| ---- | --------------------------------- | --------------- | ------------ | ---------------- | ----------- | --------------- |
| 1967 | David Piper Racing                | Ferrari 365P2/3 | David Piper  |                  | Ausfall     | Getriebeschaden |
| 1969 | Porsche System Engineering Ltd.   | Porsche 908/02  | Vic Elford   |                  | Rang 7      |                 |
| 1970 | International Martini Racing Team | Porsche 908/02  | Gerhard Koch | Gérard Larrousse | Rang 7      |                 |

### Einzelergebnisse in der Sportwagen-Weltmeisterschaft
| Saison | Team                                                                  | Rennwagen                                         | 1   | 2   | 3   | 4   | 5   | 6   | 7   | 8   | 9   | 10  | 11  | 12  | 13  | 14  | 15  | 16  | 17  | 18  | 19  | 20  | 21  | 22  |
| ------ | --------------------------------------------------------------------- | ------------------------------------------------- | --- | --- | --- | --- | --- | --- | --- | --- | --- | --- | --- | --- | --- | --- | --- | --- | --- | --- | --- | --- | --- | --- |
| 1962   | David Hobbs                                                           | Lotus Elite                                       | DAY | SEB | SEB | MAI | TAR | BER | NÜR | LEM | TAV | CCA | RTT | NÜR | BRI | BRI | PAR |     |     |     |     |     |     |     |
| 1962   | David Hobbs                                                           | Lotus Elite                                       |     |     |     | DNF |     |     |     |     |     |     |     |     |     |     |     |     |     |     |     |     |     |     |
| 1963   | Lola                                                                  | Lola Mk6                                          | DAY | SEB | SEB | TAR | SPA | MAI | NÜR | CON | ROS | LEM | MON | WIS | TAV | FRE | CCE | RTT | OVI | NÜR | MON | MON | TDF | BRI |
| 1963   | Lola                                                                  | Lola Mk6                                          |     |     |     |     |     |     | DNF |     |     |     |     |     |     |     |     |     |     |     |     |     |     |     |
| 1964   | Carroll Shelby International Ford                                     | Shelby Cobra Ford GT40                            | DAY | SEB | TAR | MON | SPA | CON | NÜR | ROS | LEM | REI | FRE | CCE | RTT | SIM | NÜR | MON | TDF | BRI | BRI | PAR |     |     |
| 1964   | Carroll Shelby International Ford                                     | Shelby Cobra Ford GT40                            |     |     |     |     |     |     | 23  |     | DNF | DNF |     |     |     |     |     |     |     |     |     |     |     |     |
| 1965   | Ford David Piper                                                      | Ford GT40 Ferrari 250LM                           | DAY | SEB | BOL | MON | MON | RTT | TAR | SPA | NÜR | MUG | ROS | LEM | REI | BOZ | FRE | CCE | OVI | NÜR | BRI | BRI |     |     |
| 1965   | Ford David Piper                                                      | Ford GT40 Ferrari 250LM                           |     |     |     |     |     |     |     |     | DNF |     |     |     | 4   |     |     |     |     |     |     |     |     |     |
| 1966   | David Piper Maranello Concessionaires                                 | Ferrari 250LM Ferrari Dino 206S Ferrari 365P2     | DAY | SEB | MON | TAR | SPA | NÜR | LEM | MUG | CCE | HOK | SIM | NÜR | ZEL |     |     |     |     |     |     |     |     |     |
| 1966   | David Piper Maranello Concessionaires                                 | Ferrari 250LM Ferrari Dino 206S Ferrari 365P2     | 15  |     | 13  |     | 6   | DNF | DNF |     |     |     |     |     |     |     |     |     |     |     |     |     |     |     |
| 1967   | David Piper Maranello Concessionaires J. W. Automotive Midland Racing | Ferrari 365P2 Ferrari 412P Mirage M1 Porsche 906  | DAY | SEB | MON | SPA | TAR | NÜR | LEM | HOK | MUG | BRH | CCE | ZEL | OVI | NÜR |     |     |     |     |     |     |     |     |
| 1967   | David Piper Maranello Concessionaires J. W. Automotive Midland Racing | Ferrari 365P2 Ferrari 412P Mirage M1 Porsche 906  | DNF | DNF |     | 3   |     | DNF | DNF |     |     | 7   |     | 2   |     |     |     |     |     |     |     |     |     |     |
| 1968   | Autodelta Alan Mann Racing Porsche David Piper                        | Alfa Romeo T33 Ford P68 Porsche 908 Ferrari 250LM | DAY | SEB | BRH | MON | TAR | NÜR | SPA | WAT | ZEL | LEM |     |     |     |     |     |     |     |     |     |     |     |     |
| 1968   | Autodelta Alan Mann Racing Porsche David Piper                        | Alfa Romeo T33 Ford P68 Porsche 908 Ferrari 250LM |     |     | 20  |     |     | DNF |     | DNF |     | 7   |     |     |     |     |     |     |     |     |     |     |     |     |
| 1969   | Porsche Porsche Holding Dean Racing David Piper                       | Porsche 908 Porsche 917                           | DAY | SEB | BRH | MON | TAR | SPA | NÜR | LEM | WAT | ZEL |     |     |     |     |     |     |     |     |     |     |     |     |
| 1969   | Porsche Porsche Holding Dean Racing David Piper                       | Porsche 908 Porsche 917                           | 24  | 7   | 2   | 16  | 33  |     | 4   | DNF | 2   | 3   |     |     |     |     |     |     |     |     |     |     |     |     |
| 1970   | Martini Racing Porsche Holding J. W. Automotive                       | Porsche 908 Porsche 917                           | DAY | SEB | BRH | MON | TAR | SPA | NÜR | LEM | WAT | ZEL |     |     |     |     |     |     |     |     |     |     |     |     |
| 1970   | Martini Racing Porsche Holding J. W. Automotive                       | Porsche 908 Porsche 917                           |     | 7   | 3   | DNF | 5   | 6   | 2   | 1   | 6   | 4   |     |     |     |     |     |     |     |     |     |     |     |     |
| 1971   | Scuderia Filipinetti JW Automotive                                    | Lola T212 Porsche 917                             | BUA | DAY | SEB | BRH | MON | SPA | TAR | NÜR | LEM | ZEL | WAT |     |     |     |     |     |     |     |     |     |     |     |
| 1971   | Scuderia Filipinetti JW Automotive                                    | Lola T212 Porsche 917                             |     |     |     |     |     |     | 3   |     | 2   | 1   | 3   |     |     |     |     |     |     |     |     |     |     |     |
| 1984   | Viscount Downe Aston Martin                                           | Nimrod NRA/C2                                     | MON | SIL | LEM | NÜR | BRH | MOS | SPA | IMO | FUJ | KYA | SAN |     |     |     |     |     |     |     |     |     |     |     |
| 1984   | Viscount Downe Aston Martin                                           | Nimrod NRA/C2                                     |     | DNF | DNF |     |     |     |     |     |     |     |     |     |     |     |     |     |     |     |     |     |     |     |